# Даниел Келман
Даниел Келман (на немски: Daniel Kehlmann) е австрийско-германски драматург, актьор, поет и писател на бестселъри в жанра драма, съвременен и исторически роман.

## Биография и творчество
Даниел Келман е роден на 13 януари 1975 г. в Мюнхен, Западна Германия, в семейството на режисьора Майкъл Келман и актрисата Дагмар Метлер. През 1981 г. се премества със семейството си във Виена. Завършва йезуитския колеж „Колегиум Калксбург“. Следва философия и немска филология във Виенския университет. Започва да пише докторска дисертация на тема върху Имануел Кант, но не я довършва заради успеха си като писател.
Първият му роман „Представата на Беерхолмс“ (Beerholms Vorstellung), който пише още като студент, е публикуван през 1997 г. Постига световен успех с романа си „Аз и Камински“ (Ich und Kaminski) от 2003 г. За него е удостоен с наградата „Клайст“ (2006). През 2015 г. е екранизиран в едноименния филм с участието на Даниел Брюл, Йеспер Кристенсен и Амира Касар.
През 2005 г. е издаден романът му „Измерването на света“ (Die Vermessung der Welt), който представя историята на младите учени Александър фон Хумболт и Карл Фридрих Гаус и амбицията им да измерят света. Книгата става бестселър с над 2 милиона екземпляра, продадени само в Германия, най-големия тираж на книга в следвоенна Германия. За този роман също е удостоен с наградата „Клайст“ (2006), с наградата „Хаймито фон Додерер“ и др. Преведен е на повече от 40 езика по света. През 2012 г. романът е екранизиран в едноименния филм с участието на Албрехт Щуч и Ленарт Хензел.
Автор е на няколко пиеси – „Духове в Принстън“ (Geister in Princeton) (2010), сред които и „Наставникът“ (Der Mentor) (2012), написана специално за трупата на Театъра в Йозефщат и посветена на баща му. Автор е и на пиесата „Бъдни вечер“ (Heilig Abend) (2015).
Келман пише също статии и рецензии за вестниците „Зюддойче Цайтунг“, „Гардиън“, „Шпигел“, „Франкфуртер Алгемайне Цайтунг“ и др.
През 2007 г. е удостоен с международната „Литературна награда на вестник „Велт““.
Член е на Академията на науките и литературата в Майнц.
Даниел Келман живее със семейството си във Виена и Берлин.

## Произведения

### Самостоятелни романи
- Beerholms Vorstellung (1997)
- Mahlers Zeit (1999)
Времето на Малер, изд. Списание „Съвременик“ бр.3 (2006), прев. Катя Георгиева
- Ich und Kaminski (2003)
Аз и Камински, изд.: Атлантис КЛ, София (2005), прев. Любомир Илиев
- Die Vermessung der Welt (2005)
Измерването на света, изд.: ИК „Колибри“, София (2008), прев. Жанина Драгостинова
- Ruhm: Ein Roman in neun Geschichten (2009)
Слава, изд.: ИК „Колибри“, София (2011), прев. Жанина Драгостинова
- F (2014)
- Tyll (2017))
Тил, изд.: ИК „Колибри“, София (2019), прев. Жанина Драгостинова, ISBN 978-619-02-0353-7
- Lichtspiel (2023) 
Светлина и сянка, изд.: ИК „Колибри“, София (2024), прев. Жанина Драгостинова, ISBN 978-619-02-1491-5

### Новели
- Der fernste Ort (2001)

### Пиеси
- Geister in Princeton (2011) – за математика Курт Гьодел
Духове в Принстън, изд. „Black Flamingo“, София (2013), прев. Жанина Драгостинова
- Der Mentor (2012)
Наставникът, изд. „Black Flamingo“, София (2013), прев. Жанина Драгостинова
- Heilig Abend (2015)
Бъдни вечер, изд.“ Black Flamingo“, София (2015), прев. Владко Мурдаров

### Разкази
- Unter der Sonne (1998)
- Du hättest gehen sollen (2016)

### Документалистика
- Wo ist Carlos Montúfar? (2005) – есе

### Лекции
- Kommt, Geister (2015)

### Екранизации
- 2012 Ruhm
- 2012 Измерването на света, Die Vermessung der Welt
- 2015 Аз и Камински

## Награди и отличия
- 1998: Förderpreis des Kulturkreises der deutschen Wirtschaft
- 2000: Stipendium des Literarischen Colloquiums in Berlin
- 2003: „Австрийска държавна награда за литература“
- 2005: „Награда Кандид“
- 2005: „Немска награда за книга“ (финалист) за Измерването на света
- 2006: „Литературна награда на Фондация „Конрад Аденауер““

- 2006: „Награда Хаймито фон Додерер“
- 2006: „Награда Клайст“
- 2007: „Литературна награда на вестник „Велт““
- 2007: Grand Prix du Livre des dirigeants für Les Arpenteurs du Monde
- 2008: Per-Olov-Enquist-Preis
- 2008: „Награда Томас Ман“ на град Любек
- 2010: Prix Cévennes du roman européen für Gloire
- 2012: Nestroy-Theaterpreis – Autorenpreis für Geister in Princeton
- 2014: Frankfurter Poetik-Dozentur
- 2018: „Награда Франк Ширмахер“
- 2018: „Награда Фридрих Хьолдерлин на град Бад Хомбург“
- 2019: „Награда Шубарт“